# 红胸田鸡

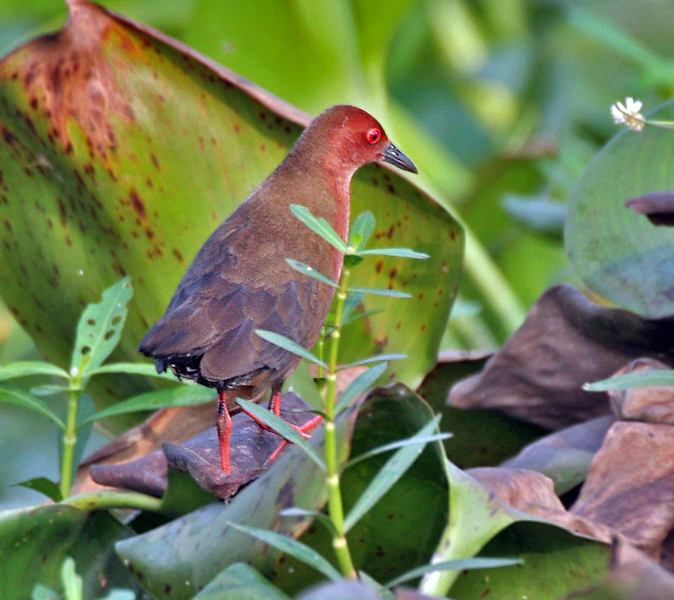
攝於 加爾各答、西孟加拉邦、印度

红胸田鸡（学名：Zapornia fusca）为秧鸡科小田雞屬的鸟类，又名紅胸田雞，分布於季風亞洲的沼澤和濕地。该物种的模式产地在菲律宾。

## 描述
緋秧雞體長約22至23公分。体重约57.27克，翼长约94.5毫米，嘴峰长约26毫米，喙宽度约3毫米，喙厚度约5.1毫米，跗蹠长约31毫米，尾长约42.5毫米。
其身體橫向扁平，以便於穿過蘆葦或灌木叢。牠們有長趾和短尾，顏色包括淺棕色的背部和栗色的頭部及腹部，兩側和尾下部有白色條紋。鳥喙呈黃色，眼睛、腿和腳則為紅色。
兩性相似，但幼鳥為深棕色，並帶有一些白色斑點。

## 分佈

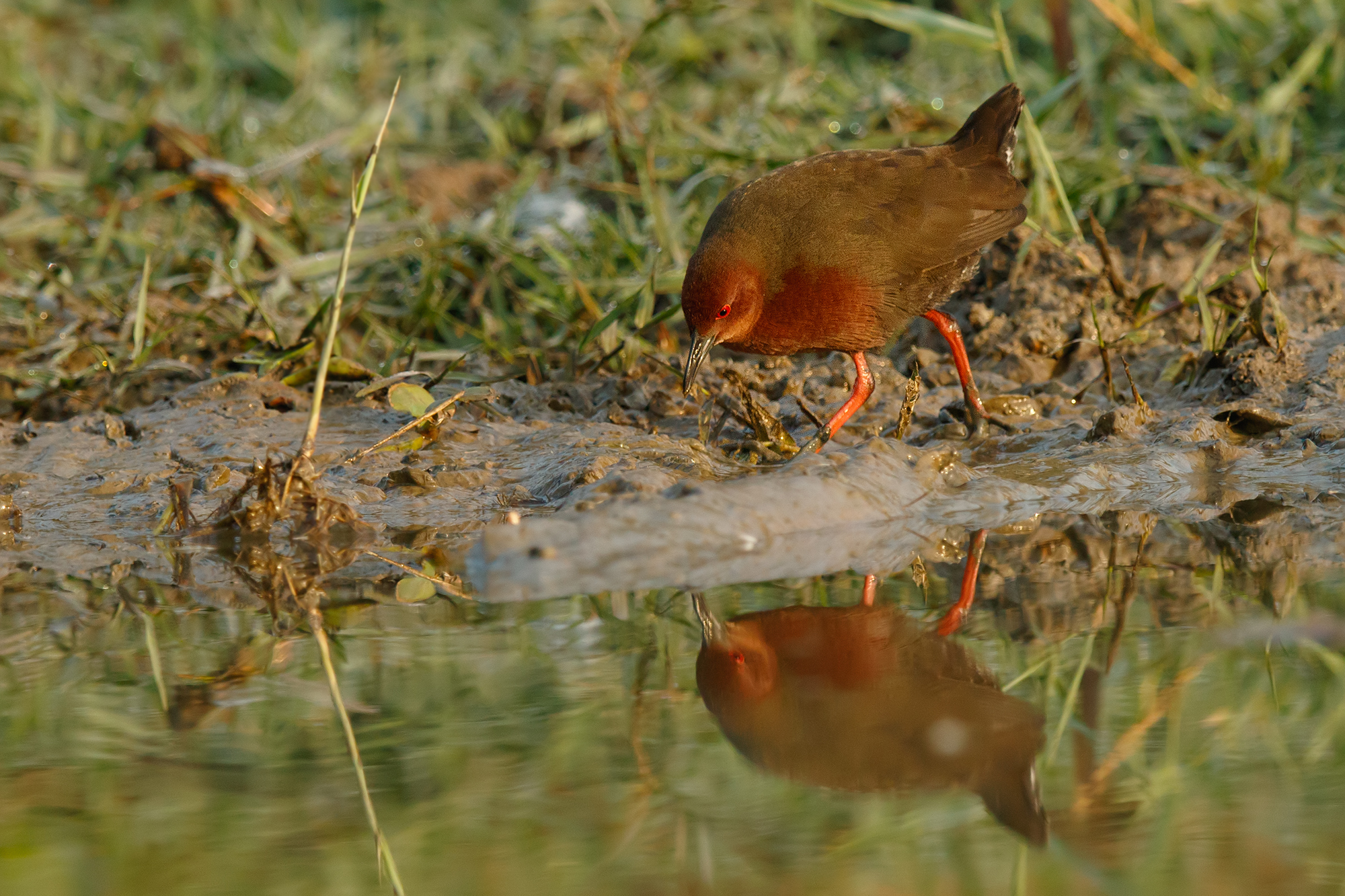
緋秧雞 曼格拉喬迪, 奧裡薩邦

其繁殖棲地為南亞地區的沼澤及類似的濕地，從印度次大陸向東延伸至南中國、日本和印尼。在澳大利亞的聖誕島有過迷鳥的紀錄。該鳥大多是其範圍內的留鳥，但一些北方的族群會在冬季遷徙至更南方的地區。  

## 習性
這些鳥類會在泥地或淺水中探索，並且也會以視覺方式尋找食物。牠們會覓食嫩芽、漿果和昆蟲，以及大型蝸牛，牠們會用鳥喙啄穿堅硬的殼來進食。
緋秧雞具有領域性，但牠們非常隱秘，在受驚時會躲藏在草叢和灌木中。
此種田雞在濕地植被中於地面乾燥處築巢，並產下6-9枚卵。

## 亚种
- 红胸田鸡西南亚种（学名：Zapornia fusca bakeri）：分布於巴基斯坦、印度東北部、中國四川與雲南、中南半島等地。
- 红胸田鸡普通亚种（学名：Zapornia fusca erythrothorax）：主要分布於日本海至南海沿海地區，包含俄羅斯濱海邊疆區、朝鮮半島、日本列島與中國東北至華南一帶（遼寧、河北、陝西、江蘇、浙江、福建、廣東、湖南、貴州、廣西、山東），有時在冬季會遷徙至東南亞。
- 红胸田鸡指名亚种（学名：Zapornia fusca fusca）：分布於馬來群島。
- 红胸田鸡臺湾亚种（学名：Zapornia fusca phaeopyga）：分布于琉球群島與臺灣。
- 红胸田鸡印度亚种（学名：Zapornia fusca zeylonica）：分布於斯里蘭卡與印度西高止山脈以西地區。部分鳥類學家將該亞種視為指名亞種的異名。